# Duttaphrynus
Duttaphrynus  (лат.) — род бесхвостых земноводных из семейства жаб. Ранее рассматривался в качестве подрода рода Bufo, из которого в 2006 году был выделен в самостоятельный род. Родовое название происходит от фамилии индийского зоолога Сушила Кумара Дутты и греч. phrynos — «жабы».

## Описание

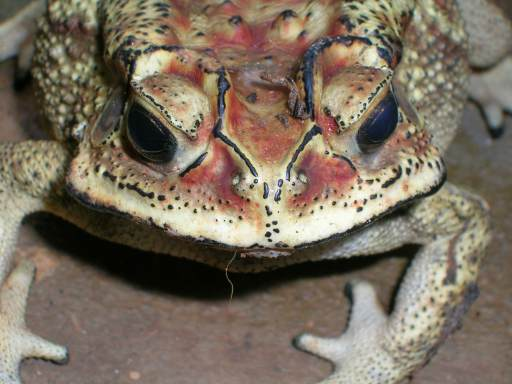
Костные гребни на голове чернорубцовой жабы

Отличительной чертой рода является массивная голова с несколькими костными гребнями. Размер представителей этого рода колеблется от 6,5 до 20 см. Наблюдается половой диморфизм: самцы крупнее самок. Морда короткая и тупая, глаза большие с горизонтальной зрачком. У самцов присутствует горловой мешок. Барабанная перепонка очень маленькая. Паротиды эллиптические, хорошо заметны, в длину в два или два с половиной раза больше, чем ширину. 
Окраска спины коричневая с различными оттенками и многочисленными крапинками, брюхо — желтоватое.

## Образ жизни
Обитают в тропических и субтропических лесах, а также в горных местностях. Активны ночью, днём прячутся под корягами и между корнями деревьев. Питаются беспозвоночными.

## Распространение

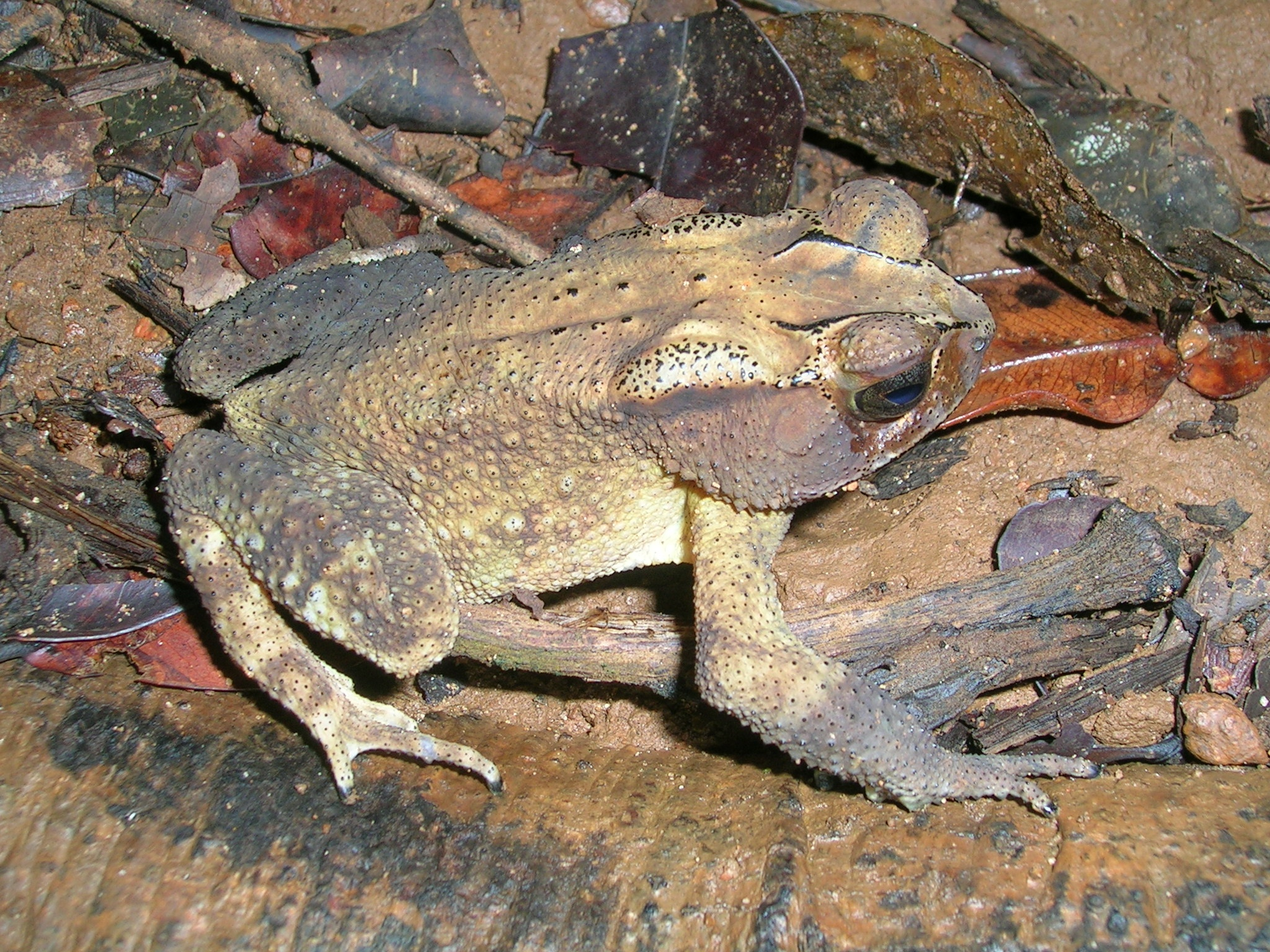
Южноиндийская жаба

Ареал семейства простирается от юго-восточного Ирана и северо-западной части Саудовской Аравии на юг вдоль западных гор до Йемена (с изолированными популяциями в северо-восточном Омане и прилегающих Объединенных Арабских Эмиратах), от северного Пакистана и Непала до южной Индии и Шри-Ланки, к юго-западному и южному Китаю (включая Тайвань и Хайнань) через Индокитай до Суматры, Явы, Борнео и Бали.

## Классификация

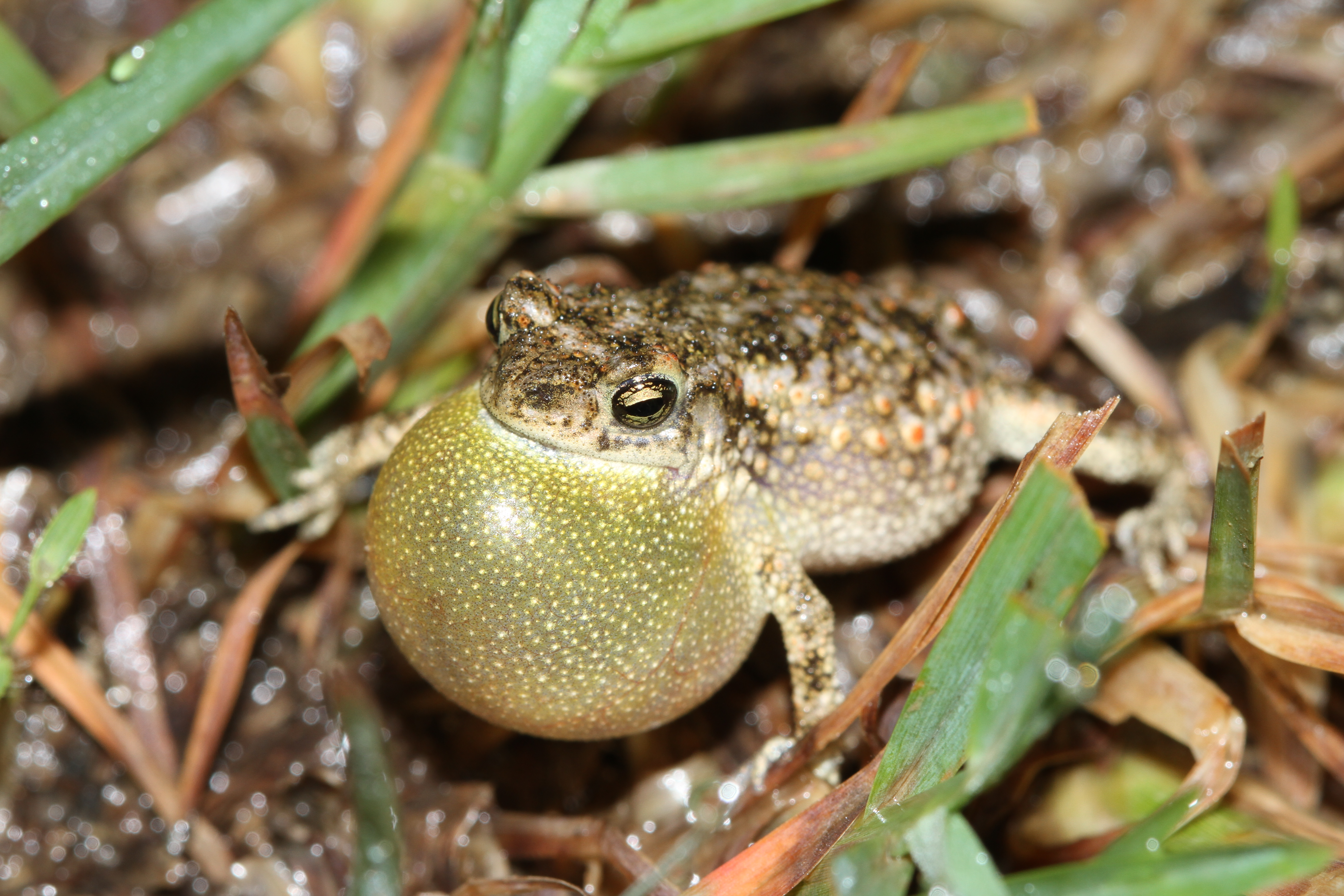
Поющий самец приморской жабы

На октябрь 2018 года род включает 27 видов:
- Duttaphrynus atukoralei (Bogert & Senanayake, 1966) — Южноцейлонская жаба
- Duttaphrynus beddomii (Günther, 1876) — Керальская жаба
- Duttaphrynus brevirostris (Rao, 1937) — Короткомордая жаба
- Duttaphrynus chandai Das, Chetia, Dutta & Sengupta, 2013
- Duttaphrynus crocus (Wogan at al., 2003)
- Duttaphrynus dhufarensis (Parker, 1931) — Аравийская жаба
- Duttaphrynus himalayanus (Günther, 1864) — Гималайская жаба, или бенгальская жаба, или бородавчатая жаба
- Duttaphrynus hololius (Günther, 1876) — Малабарская жаба
- Duttaphrynus kiphirensis (Mathew & Sen, 2009)
- Duttaphrynus kotagamai (Fernando & Dayawansa, 1994)
- Duttaphrynus mamitensis (Mathew & Sen, 2009)
- Duttaphrynus manipurensis (Mathew & Sen, 2009)
- Duttaphrynus melanostictus (Schneider, 1799) — Чернорубцовая жаба, или малайская жаба
- Duttaphrynus microtympanum (Boulenger, 1882) — Малоухая жаба
- Duttaphrynus mizoramensis (Mathew & Sen, 2009)
- Duttaphrynus nagalandensis (Mathew & Sen, 2009)
- Duttaphrynus noellerti (Manamendra-Arachchi & Pethiyagoda, 1998)
- Duttaphrynus olivaceus (Blanford, 1874) — Белуджистанская жаба
- Duttaphrynus parietalis (Boulenger, 1882) — Южноиндийская жаба
- Duttaphrynus scaber (Schneider, 1799) — Приморская жаба
- Duttaphrynus silentvalleyensis (Pillai, 1981) — Тонконогая жаба
- Duttaphrynus stomaticus (Lütken, 1864) — Южноазиатская жаба
- Duttaphrynus stuarti (Smith, 1929) — Ярко-жёлтая жаба
- Duttaphrynus sumatranus (Peters, 1871) — Суматранская жаба
- Duttaphrynus totol (Ohler in Teynie, David & Ohler, 2010)
- Duttaphrynus valhallae (Meade-Waldo, 1909) — Пористая жаба
- Duttaphrynus wokhaensis (Mathew & Sen, 2009)